# Серый сальтатор
Серый сальтатор (лат. Saltator coerulescens) — вид воробьиных птиц из семейства танагровых (Thraupidae). Выделяют четыре подвида. Распространены в Южной Америке.

## Описание
Длина птицы достигает 21 см, масса — 52-58 г. Голова и спина серые, над глазами видны белые «брови». Горло охристое, под клювом черные «усы». Остальные нижние части тела серо-коричневые. Крылья и хвост черноватые. Клюв чёрный, лапы сероватые, глаза карие.

## Подвиды
Выделяют два подвида:
- Saltator coerulescens azarae d'Orbigny, 1839 — юго-восток Колумбии, восток Эквадора и Перу, запад Бразильской Амазонии;
- Saltator coerulescens mutus Sclater, 1856 — северная Бразилия (от Амазонки до Амапы и северного Мараньяна);
- Saltator coerulescens superciliaris (Spix, 1825) — восточная Бразилия (от юга Пиауи до севера и востока Баии);
- Saltator coerulescens coerulescens Vieillot, 1817 — от восточной Боливии до Парагвая, северо-западной Бразилии, Уругвая и центральной Аргентины.

## Среда обитания и биология
Серые сальтаторы обитают в Колумбии, Эквадоре, Перу, Боливии, Бразилии, Парагвае, Уругвае и Аргентине. Они обитают во влажных тропических лесах и редколесьях, в кустарниковых зарослях и галерейных лесах. Встречаются парами, преимущественно на высоте до 1850 м над уровнем моря. Иногда присоединяются к смешанным стаям птиц. Питаются плодами, побегами, цветками и насекомыми. Гнезда чашераздельные, размещаются на деревьях, на высоте от 2 до 4 м над землей. В кладке два голубоватых яйца. Инкубационный период составляет 13—14 дней. Птенцы покидают гнездо через 24 дня после вылупления.